# 郾城区
郾城区（えんじょう-く）は中華人民共和国河南省漯河市に位置する市轄区。

## 行政区画
- 街道:沙北街道、竜塔街道、淞江街道
- 鎮:孟廟鎮、商橋鎮、裴城鎮、新店鎮、竜城鎮、李集鎮
- 郷:黒竜潭郷